# 蕭亮聲
蕭亮聲（英語：Siu Leong-sing），前香港九龍城區議會主席兼前嘉道理選區議員，是前香港民主黨成員、前民協成員，同時擔任嘉道理民生關注組會務顧問。

## 簡介
他於16歲開始加入民協擔任義工，20歲在嘉道理區展開地區工作。
2007年，蕭亮聲首次參與九龍城區議會嘉道理選區選舉，是民協當屆最年輕 (23歲) 的候選人，挑戰當了25年區議員的陳景煌。他最終以990票對1174票落敗。
| 選區   | 編號 | 政黨         | 候選人         | 票數（百分比） |
| ------ | ---- | ------------ | -------------- | -------------- |
| 嘉道理 | 1    | 九龍社團聯會 | 陳景煌（當選） | 1,174 (54.25%) |
| 嘉道理 | 2    | 民協         | 蕭亮聲         | ,0990 (45.75%) |

2011年香港區議會選舉，他再度出戰參選嘉道理選區，終以1632票將出任接近30年的現任區議員陳景煌及人民力量候選人曾偉軒擊敗，成功當選。
| 選區   | 編號 | 政黨       | 候選人         | 票數（百分比） |
| ------ | ---- | ---------- | -------------- | -------------- |
| 嘉道理 | 1    | 人民力量   | 曾偉軒         | ,0140 (4.17%)  |
| 嘉道理 | 2    | 民協       | 蕭亮聲（當選） | 1,632 (48.64%) |
| 嘉道理 | 3    | 西九新動力 | 陳景煌         | 1,583 (47.18%) |

2015年5月，蕭亮聲接獲區內街坊投訴，指區內勝利道味芳餐廳派發待用餐券予貧困人士，惟因該處路面狹窄，而派餐時間常有大量人群在店外輪候，導致路面擠塞，行人迫出馬路，惹來爭議。蕭亮聲及後建議九龍城警區警民關係組協助安排附近遊樂場作派餐點，以疏導人流，惟此舉引來味芳餐廳東主不滿，中止派發待用餐。藝人王喜在Facebook公開此事後，指控有關人等「妒忌有人比自己更窮」，惹來社會討論。
2015年香港區議會選舉，蕭亮聲尋求連任，在西九新動力的黃馳和獨立人士劉學威夾擊下，以2378票成功連任。
| 選區   | 編號 | 政黨       | 候選人         | 票數（百分比） |
| ------ | ---- | ---------- | -------------- | -------------- |
| 嘉道理 | 1    | 西九新動力 | 黃馳           | 1,333 (35.05%) |
| 嘉道理 | 2    | 獨立       | 劉學威         | ,0092 (2.42%)  |
| 嘉道理 | 3    | 民協       | 蕭亮聲（當選） | 2,378 (62.53%) |

2016年12月31日，蕭亮聲遞信申請退出民協，即日生效。隨即加入民主黨，令民主黨重新取得九龍城區的議席。
2019年香港區議會選舉，蕭亮聲再一次出戰參選嘉道理選區，並成功連任，因民主派於本次選舉取得九龍城區議會過半議席，蕭亮聲代表民主派競逐區議會主席一職，最終以15票擊敗取得10票競逐連任區議會主席的民建聯成員潘國華，成功當選為九龍城區議會主席。

## 外部連結
- 蕭亮聲的Facebook專頁

| 香港區議會      | 香港區議會                                     | 香港區議會    |
| --------------- | ---------------------------------------------- | ------------- |
| 前任者： 潘國華 | 九龍城區議會主席 2020年－2021年7月9日          | 繼任： 楊永杰 |
| 前任： 陳景煌   | 九龍城區議會嘉道理選區議員 2012年—2021年7月9日 | 繼任： 懸空   |